# Чегемський район
Чегемський район (рос. Чегемский район, кабард. Шэджэм район / Шэджэм куей
, карач.-балк. Чегем район) — муніципальне утворення у Кабардино-Балкарії.

## Адміністративний устрій
Складається із 10 сільських і 1 міського поселень.